# Fachklinik Eußerthal
Die Fachklinik Eußerthal – teilweise alternativ Sanatorium Eußerthal genannt – ist eine Klinik zur Rehabilitation Abhängigkeitskranker. Sie liegt unweit des Ortes Eußerthal in Rheinland-Pfalz. Gemeinsam mit der Drei-Burgen-Klinik, der Edelsteinklinik und der Mittelrhein-Klinik bildet die Fachklinik Eußerthal den Verbund an Rehabilitationskliniken der Deutschen Rentenversicherung Rheinland-Pfalz.

## Geschichte
Der 1897 gegründete Verein für Volksheilstätten in der Pfalz machte es sich zum Ziel, eine Volksheilstätte zur Bekämpfung der Tuberkulose zu errichten und wurde dabei durch die Versicherungsanstalt für die Pfalz in Speyer als Darlehensgeber unterstützt. Die 1901 begonnenen Baumaßnahmen waren 1905 als „Heilstätte Ramberg“ fertiggestellt. 1908 übernahm die Versicherungsanstalt für die Pfalz die Heilstätte. Es folgten Ausbau- und Erneuerungsmaßnahmen: 1926 das Ärztewohnhaus, 1927/28 eine Kapelle, 1928 die Liegehalle für die Frauenabteilung und 1929 die Liegehalle für Männer. 1929 kam das Pförtnerhaus und 1936 ein Doppelhaus für das Klinikpersonal hinzu. Gesunde Lebensmittel erzeugte die Klinik Eußerthal im eigenen Gut Rothenhof am Fuße des Trifels. Der 1925 erworbene Landwirtschaftsbetrieb wurde bis 1958 von der Klinik genutzt und danach veräußert.
Auch nach dem Zweiten Weltkrieg gab es eine hohe Rate an Tuberkulose-Erkrankungen, daher folgte 1956 eine Erweiterung durch einen Anbau. Von 1957 bis 1959 erfolgten auch im  historischen Gebäude Modernisierungen. Wegen des Rückgangs der Tuberkulose kam es in den 1970er Jahren zu einer Neuausrichtung. Die Klinik wurde ab 1978 in eine Fachklinik für Alkohol- und Medikamentenabhängige umgewandelt. Im August 1980 verließen die letzten wegen Lungentuberkulose behandelten Patienten die Klinik. Bis 1983 folgten weitere Umbauarbeiten.
Ein Großbrand in der Nacht auf den 1. Juli 2008 führte zu starken Beschädigungen des historischen Gebäudeteils. Dank des Pflegepersonals konnten alle in Sicherheit gebracht werden. Bis Ende 2010 wurde er wiederhergestellt. Den Abschluss der Sanierungsarbeiten bildete das zwischen 2014 und 2016 errichtete Ersatzgebäude für das aus den 1950er Jahren stammende Bettenhaus.

## Architektur

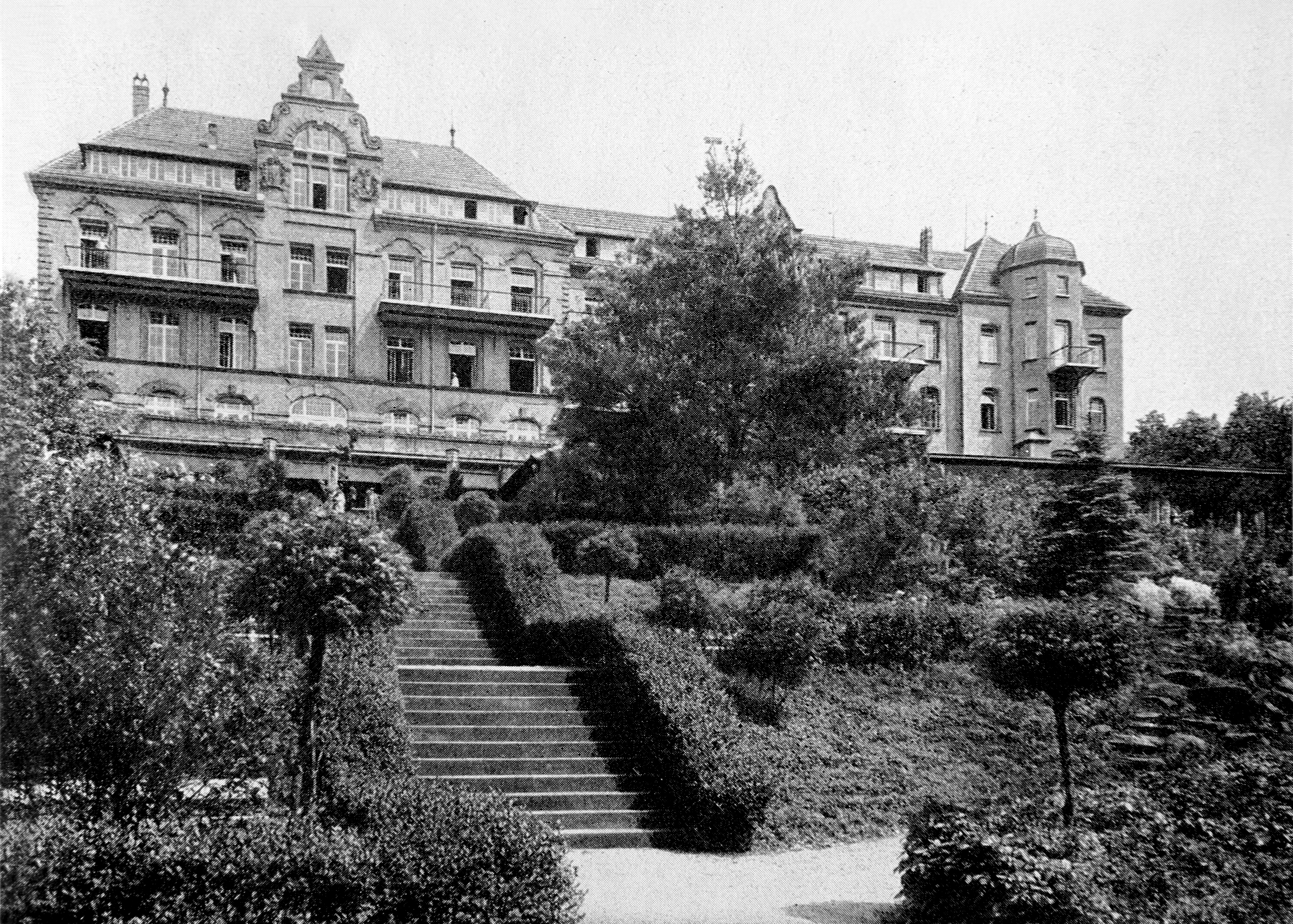
Fachklinik Eußerthal, um 1930

Markant sind am historischen Gebäudeteil Sockel, Eckausbildung, Fensterlaibungen, Voluten, Wappenkartuschen und neobarocke Schmuckelemente am Giebel. Sie wurden aus vor Ort gebrochenem Sandstein gearbeitet und sind typische Elemente der Architektur des Historismus. Architekten waren Heinrich Jester aus Speyer für den Ursprungsbau und Pauljosef Gilgenberg für die Baumaßnahmen der 1950er Jahre.
Das Ersatzgebäude aus Stahlbeton interpretiert die Stilelemente der historistischen Architektur durch sandsteinfarbene Faserzementplatten als horizontale Bänder im Erdgeschoss. Planung und Ausführung übernahm die Deutsche Rentenversicherung Rheinland-Pfalz in Eigenregie.
Die  Altbauten stehen unter Denkmalschutz.

## Namen

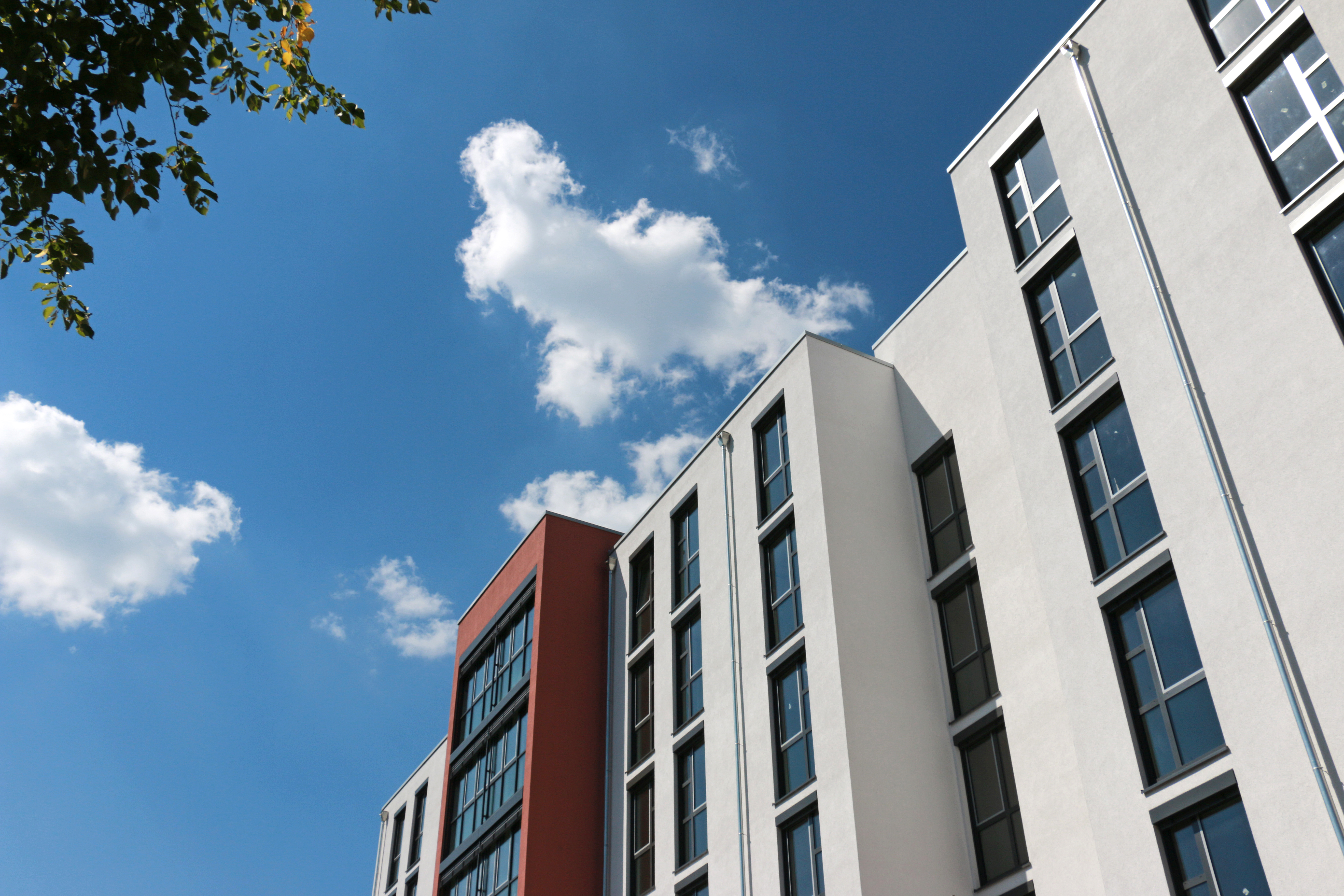
Blick auf das Erweiterungsgebäude

Aus dem ursprünglichen Namen „Pfälzische Heilstätte Ramberg“ wurde 1980 die Fachklinik Eußerthal. Damit wurde der Tatsache Rechnung getragen, dass sich die Institution auf der Gemarkung von Eußerthal befindet und nicht wie der vorher benutzte Name suggeriert, auf derjenigen von Ramberg. Teilweise war ebenso der Name „Heilstätte Trifels“ gebräuchlich.

## Behandlungsangebot
In der Fachklinik Eußerthal können Patienten ab 18 Jahren mit folgenden Abhängigkeitserkrankungen behandelt werden:
- Alkoholabhängigkeit
- Medikamentenabhängigkeit

Begleitend werden psychische und somatische Erkrankungen mitbehandelt. Hinzu kommen Angebote zur sozialen und beruflichen Integration. Die Behandlung erfolgt stationär und unter bestimmten Bedingungen ganztägig ambulant.